# Steve Negus
Steve Negus (Hamilton, 19 febbraio 1952) è un batterista canadese,noto come membro fondatore della band rock progressivo Saga.

## Biografia
Mentre suonava al Larry's Hideaway, un club di Toronto, attirò l'attenzione della rock band canadese Fludd, che stava cercando un nuovo batterista, e quella sera offrì a Steve il posto, ed egli accettò.
Insieme ad alcuni compagni di band, fondò i Pockets, è stata formata dalla vecchia sezione ritmica dei Fludd. Negus, Crichton e Rochon sono andati in otto mesi di prove per formare la nuova band con Ian Crichton alla chitarra e Michael Sadler alla voce. Questa nuova formazione cambiò nome in Saga un anno dopo.
Con Saga, Negus ha  ottenuto svariati dischi d'oro e di platino in Europa, Canada e Stati Uniti. Nel 1981, la band si è trasferita momentaneamente in Gran Bretagna per lavorare col produttore Rupert Hine, con il quale hanno inciso l'album Worlds Apart, che fu registrato ai Farmyard Studios. Il loro album successivo, Heads or Tales, raggiunse la prima posizione nella classifica tedesca.
Nel 2007 ha pubblicato il suo primo album solista, "Dare to Dream" attraverso la Cyclone Records. Steve Negus ha anche composto brani per Jaclyn Kenyon nelle sue canzoni originali "Whatcha Gonna Do" e "See it Through me" nel 2009.

## Discografia

### Album in studio
- 1979 – Images at Twilight
- 1980 – Silent Knight
- 1981 – Worlds Apart
- 1983 – Heads or Tales
- 1993 – The Security of Illusion
- 1994 – Steel Umbrellas
- 1995 – Generation 13
- 1997 – Pleasure & the Pain
- 1999 – Full Circle
- 2001 – House of Cards
- 2003 – Marathon
- 2006 – Trust
- 2007 – 10,000 Days
- 2009 – The Human Condition

### Solista
- 2007 - Dare to Dream

### Con i GNP
- 1989 - Safety Zone

### Collaborazioni
- 1982 - Chris de Burgh - The Getaway
- 1982 - Rupert Hine - Waving Not Drowning (1982)
- 2006 - Henning Paul - Baby Steps
- 2009 - Glen Drover - Metalusion
- 2012 - Top Dead Centre - Take another Breath (album) Tracks "Charlene" & "I Can't Touch You"